# ブレード・アンド・ワード
ブレード・アンド・ワードは柳刻満が製作したファンタジーテーブルトークRPG（TRPG）。1991年にキラメキよりボックス版にて発売された。その後、1995年にアコースティック・リーフと名を変えて第二版が発売された。
なお、ルールブックでの正式なタイトル表記は『剣と言霊』であり、これに "ブレード・アンド・ワード" と読みを付けていた。公式な略称はB&Wである。

## 概要
中世ヨーロッパ風の剣と魔法のファンタジー世界を舞台にしたオーソドックスなスタイルのテーブルトークRPG。
魔法に関するシステムが独創的で、魔法の系統ごとに全く異なるルールを使用する部分や、魔術師が戦士と同じくらいに戦術的に活躍できる部分が、発売当時の1992年ではかなり斬新なものであり注目された。
ゲームデザインはインディーズのゲーム製作レーベルであった有限会社キラメキによって行われた。主要な著者は『ブレード・アンド・ワード』は柳刻満、『アコースティック・リーフ』は中村誠となっている。

## システム

### キャラクターメイキング
「キャラクタータイプ」と呼ばれるキャラクタークラスを一つ選択することでプレイヤーキャラクターのおおまかなスタイルが決定される。

### 行為判定
行為判定はパーセンテージロールに属する。能力値と技能レベルから算出される1～100までの数値以下を1d100で出せば成功とみなされる。
行為判定に使用される技能と能力値との関係は決まっておらず、ゲームマスターが認めればどんな能力値と技能を組み合わせても良い。例えば《説得》技能を【ストレングス】の能力値と組み合わせて判定することも可能（つまり、力任せに脅迫したと解釈される）。自分の得意な能力で行為判定ができるため、判定はかなり成功しやすくヒロイックな活躍がしやすくなっている。

### 魔法
『ブレード・アンド・ワード』の特徴は魔法にある。このゲームでは4種類の魔法体系が存在するのだが、それぞれが全く違うルールを使用するようになっている。
- 秘紋符法
  - 心の中で「秘紋」をイメージすることえ使用できる魔法。攻撃魔法が多い。ダンジョンズ&ドラゴンズでの魔法と同じく、一日の始めにその日に使用する魔法を呪文リストの中から選んで習得する必要がある。なお、その日に覚えていなかった魔法でも詠唱の時間を延ばすことで使用することができる。

- 念気功呪
  - 自分の肉体を「気」で強化する格闘魔法。炎や気弾を身体から発射することもえきる。気を溜めるには１ターンかけなくてはならない。

- 祈願魔法
  - 神に祈り奇跡を起こす魔法。呪文リストのようなものは存在せず。プレイヤーが「○○したい」とゲームマスターに提案して、それが教義に合った内容の願いならばその通りのことが起こるという魔法。

- 精霊魔法
  - 精霊を召喚して使役する魔法。精霊には性格と能力が決定されており、魔術は術者でなく精霊の能力をベースとして使用される。

## 世界設定
『ブレード・アンド・ワード』は特定の背景世界を持たなかったが、サンプルとして「カイナ・アイン」という背景世界が用意されていた。これは第二版の『アコースティック・リーフ』にも受け継がれ、正式な背景世界となった。
カイナ・アインは北方にある自然が豊かな島国であり、古くからの先住民族である「アインの民」と、南方大陸にある帝国から渡ってきた「新しき民」の2種類の民族がいる。二つの民族は対立と融和を繰り返しながら緊張状態の中で共存している。
この設定からも分かるように、カイナ・アインは北海道の歴史や伝承、自然をモデルにしている。西洋風の剣と魔法のファンタジーの世界観にユーカラで謳われるアイヌの幻想が交じり合うという、非常に独創的な雰囲気を作り上げている。

## 作品一覧
- 剣と言霊（ブレード・アンド・ワード）
  - 基本ルールブック。1991年にキラメキよりボックス版にて発売。
- アコースティック・リーフ
  - 第二版ルールブック。タイトルが変わっているがシステム部分はほぼ同じ。1995年にキラメキより書籍版にて発売。（正式な発売元は「マジカルミステリーツアー」となっている。これはホビーベースイエローサブマリンの社内ブランドであった）